# Phorocera elisae
Phorocera elisae är en tvåvingeart som först beskrevs av Cortes 1945.  Phorocera elisae ingår i släktet Phorocera och familjen parasitflugor. Inga underarter finns listade i Catalogue of Life.